# Моралес, Амбросио де
Амбросио де Моралес (исп. Ambrosio de Morales; 1513, Кордова — 21 сентября 1591, там же) — испанский гуманист, историк, археолог.
Сын Антонио де Моралеса, врача и преподавателя Университета Алькала-де-Энареса.

## Биография
Образование получил в университете Саламанки, где был учеником своего дяди, известного гуманиста Фернана Переса де Олива, в то время ректора университета. После смерти дяди в 1531 вернулся в свой родной город.
В 1553 принял монашество и поступил монахом в монастырь Сан Херонимо де Вальпараисо, но через некоторое время был исключен и уехал в Алькала-де-Энарес, где вскоре был назначен профессором риторики местного университета.
В 1566 был назначен хроникером Филиппа II, короля Испании.
В 1559 году по приказу короля Филиппа II совершил ознакомительную поездку в Леон, Галисию и Астурию, по результатам которой написал отчет . Во время путешествия собрал большое количество исторических документов, которые хранятся в Королевском музее «Эскориал» .
Впечатлëнный результатами поездки Моралеса, король поручил ему подготовить работу по истории и топографии народов Испании, основанной на информации, взятой из географических, археологических, исторических и церковных данных собранных Моралесом.
Литературный и исторический труд Моралеса сыграл важную роль в спасении от забвения наследия мосарабских писателей Кордовы .
Другими важными его работами были: «Общие Хроники Испании», «Древние памятники испанских городов», и прежде всего, документальную ценность представляет труд «Viage de Ambrosio de Morales por orden del Rey D. Phelippe II a los Reynos de León, y Galicia y Principado de Asturias» (Путешествие Амброзио де Моралеса по приказу короля Филиппа II в королевства Леон, Галисия и Астурия), изданный в 1765 году.